# 清瀧寺 (土佐市)
清瀧寺（きよたきじ）は、高知県土佐市にある真言宗豊山派の寺院。醫王山（いおうざん）、鏡池院（きょうちいん）と号す。本尊は薬師如来。四国八十八箇所第三十五番札所。
- 本尊真言：おん ころころ せんだりまとうぎ そわか
- ご詠歌：澄む水を汲めば心の清瀧寺　波の花散る岩の羽衣（はごろも）

## 概要

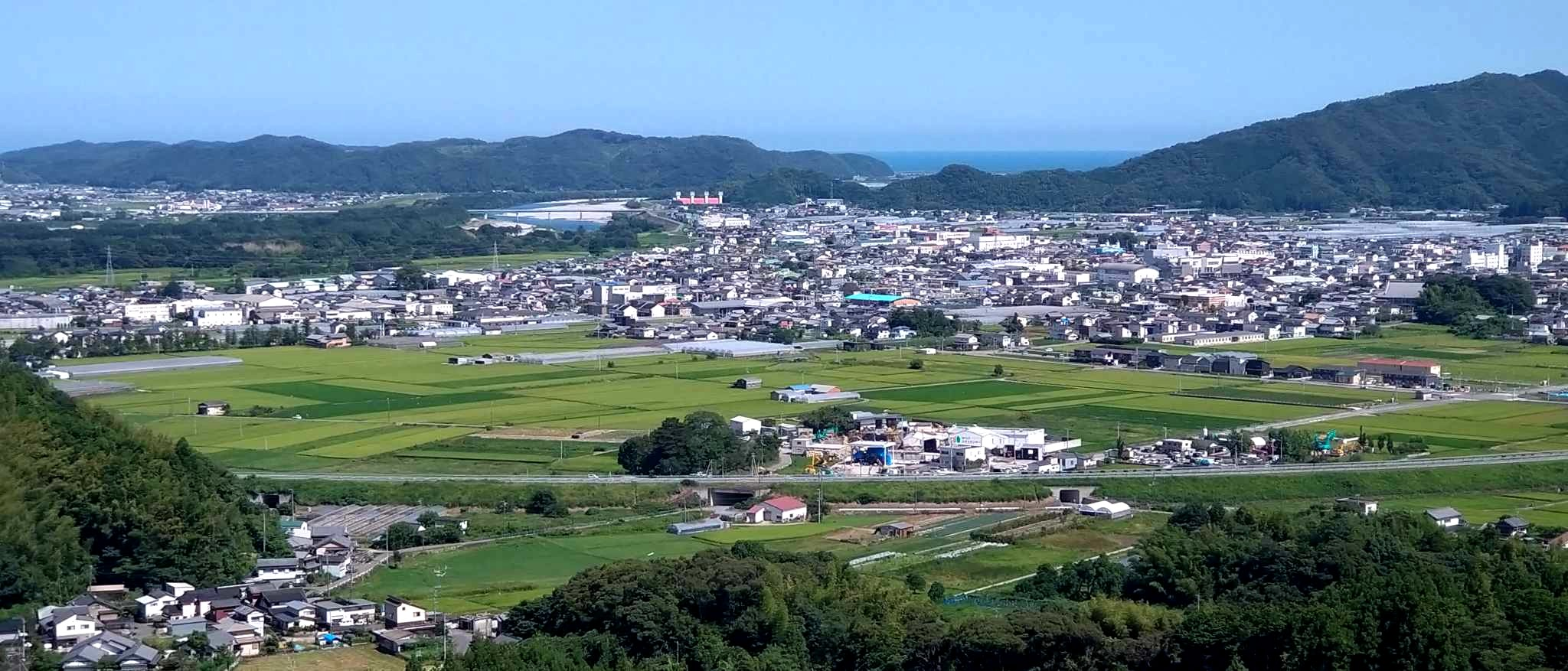
境内からの展望

清滝山（標高378 m）の中腹の標高130 m辺りにあり、麓より境内までの車道の幅員が狭く車遍路の難所であるが、それゆえ境内から南側への展望が良い。

## 歴史
寺伝によれば養老7年（723年）行基が本尊薬師如来を刻み、寺を開創し、景山密院繹木寺（けいさんみついんたくもくじ）と称したという。その後空海（弘法大師）が巡錫、五穀豊穣を祈願して山中で一七日（7日間）の修法を行い、満願の日に金剛杖で前の壇を突くと清水が湧き出て鏡のような池になったことから醫王山鏡池院清瀧寺と改めたという。
平城天皇の第3皇子である高岳親王は薬子の変に連座したことから仏門に入り空海の弟子となり真如と名乗った。貞観3年（861年）に本寺に来錫し逆修塔（生前墓）を建てた。
寛文8年（1668年）本堂が全焼する火災があり、その後、再建される。その際、火災防止のため金毘羅を勧請し、現在の琴平神社本殿は天保2年(1831年）再建されたもの。
江戸時代は繁栄したが、明治4年（1871年）廃寺となり、同13年（1880年）再興された。

## 境内

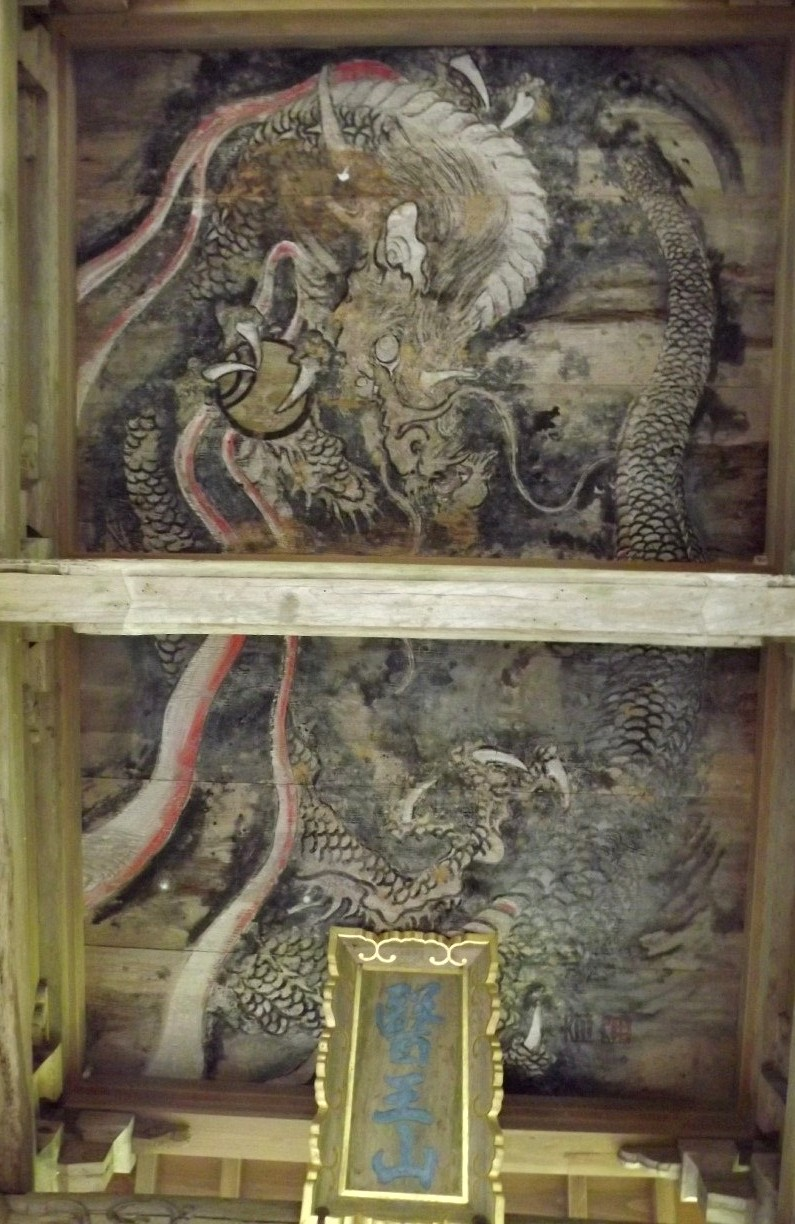
山門の天井

- 山門（仁王門）：明治33年（1900年）の久保南窓の筆による八方にらみの龍が描かれている。
- 本堂
- 大師堂
- 仏像収蔵庫：本堂裏の斜面にあり、本尊・薬師如来立像および日光菩薩立像と月光菩薩立像と十二神将の全15躯が収められている。平成26年11月12〜16日に一般公開された。
- 護摩堂：本堂と大師堂は元は別々の建物であったが、その間に、先代住職(平成8年遷化）が護摩堂を設置し継ながった状態になった。当初は現在本堂前立仏の前に祀られている大日如来坐像を祭壇中央に祀っていたが、現在は修行大師立像が祀られ毎月旧暦20日の夜に護摩焚きが行われる。
- 地蔵堂：大師堂左にあり、地蔵石像を祀る。
- 観音堂：そのさらに左にあり。観音立像（小型木造、舟形光背）を祀る位牌堂になっている。
- 瀧：本堂の右斜面に流れる。奥之院の閼伽井を水源として流れていたが、現在は人工の瀧である。
- 厄除け薬師如来像：像高15 m、台座の中に入り戒壇巡りをすると厄除けのご利益があるという。
- 子安地蔵祠：石像を祀る
- 水子地蔵：瀧の所にあり。
- 接待所：中に大師像が祀られている。
- 鐘楼堂：本坊エリアにある。
- 高岳親王逆修塔（たかおかしんのうぎゃくしゅうとう）：入らずの山と云われ、入山禁止である。
- 琴平神社：本殿祠は高知県保護有形文化財、当寺の管理ではない。境内の上方の山中に祀られていた金毘羅神を天保2年（1831年）に移転再建との伝承。
- 句碑：芭蕉「清瀧や浪に散込む青松葉」が鐘楼の近くにある。また、瑞女「枯葉のギター子ハ抱きしめていくとしも」と義生「秋蛍五十六億七千万年後の虚空」の2つの句が書かれた句碑が境内への車道の最後のカーブ脇にある。

山門の先にも石段が続き境内に至る。参道の右に赤い消防車、さらに庭園があって中に鐘楼が、その奥に客殿・納経所がある。正面先の右手に手水場、左には大きな厄よけ薬師如来像が立ち。さらに石段を上ると本堂が建っている。本堂右手には子安地蔵尊、琴平社祠、裏手には瀧と池があって水子地蔵尊が祀られている。本堂左の回廊続きに大師堂があり、その左に地蔵堂、観音堂が、大師堂の石段を下ると両脇に観音像、修行大師像があり、この南西に高岳親王逆修塔のある入らずの山がある。
- 宿坊：なし
- 駐車場：境内に数台。道路修繕志納金：普通車で200円。

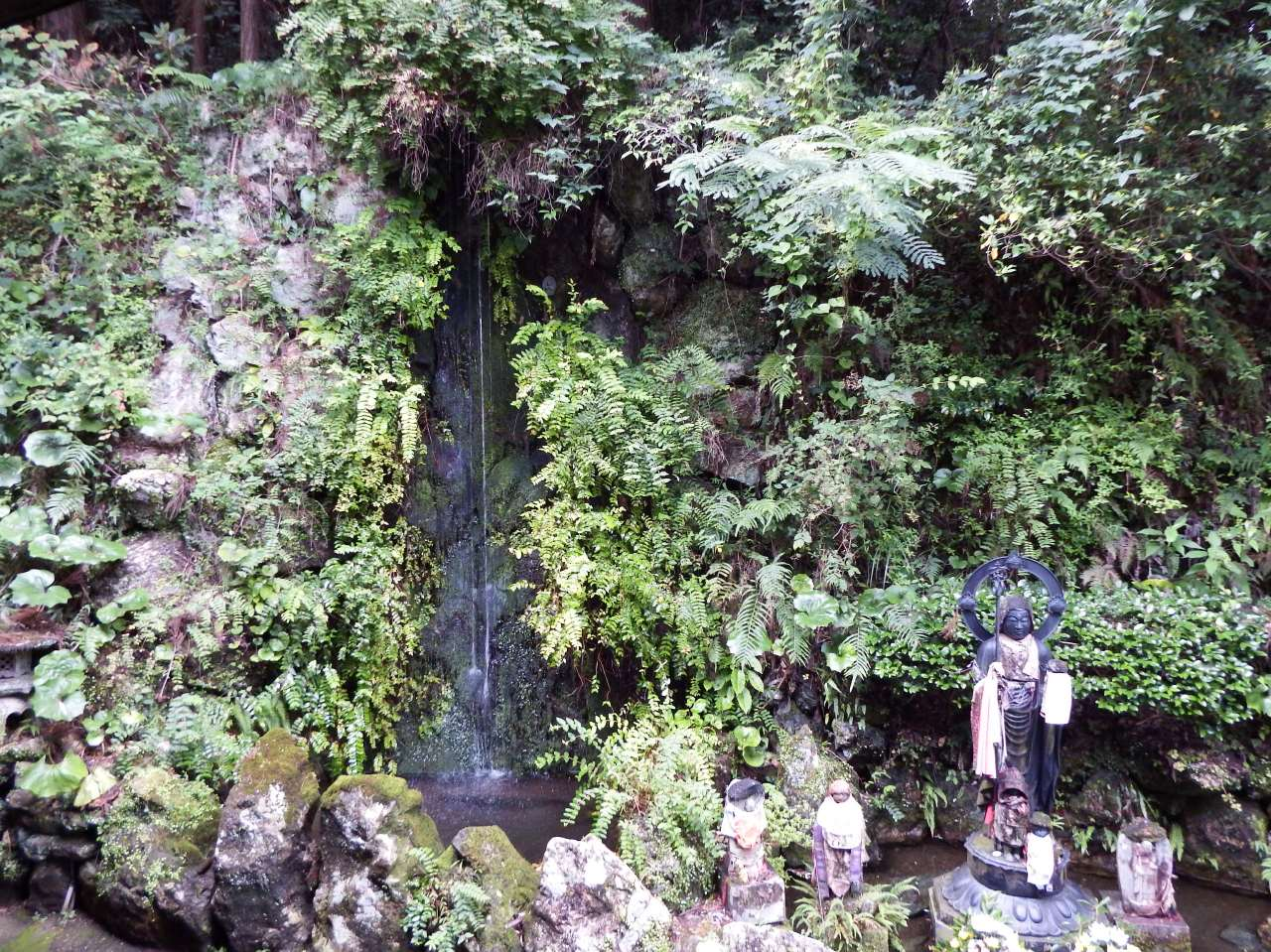
本堂の右に流れる
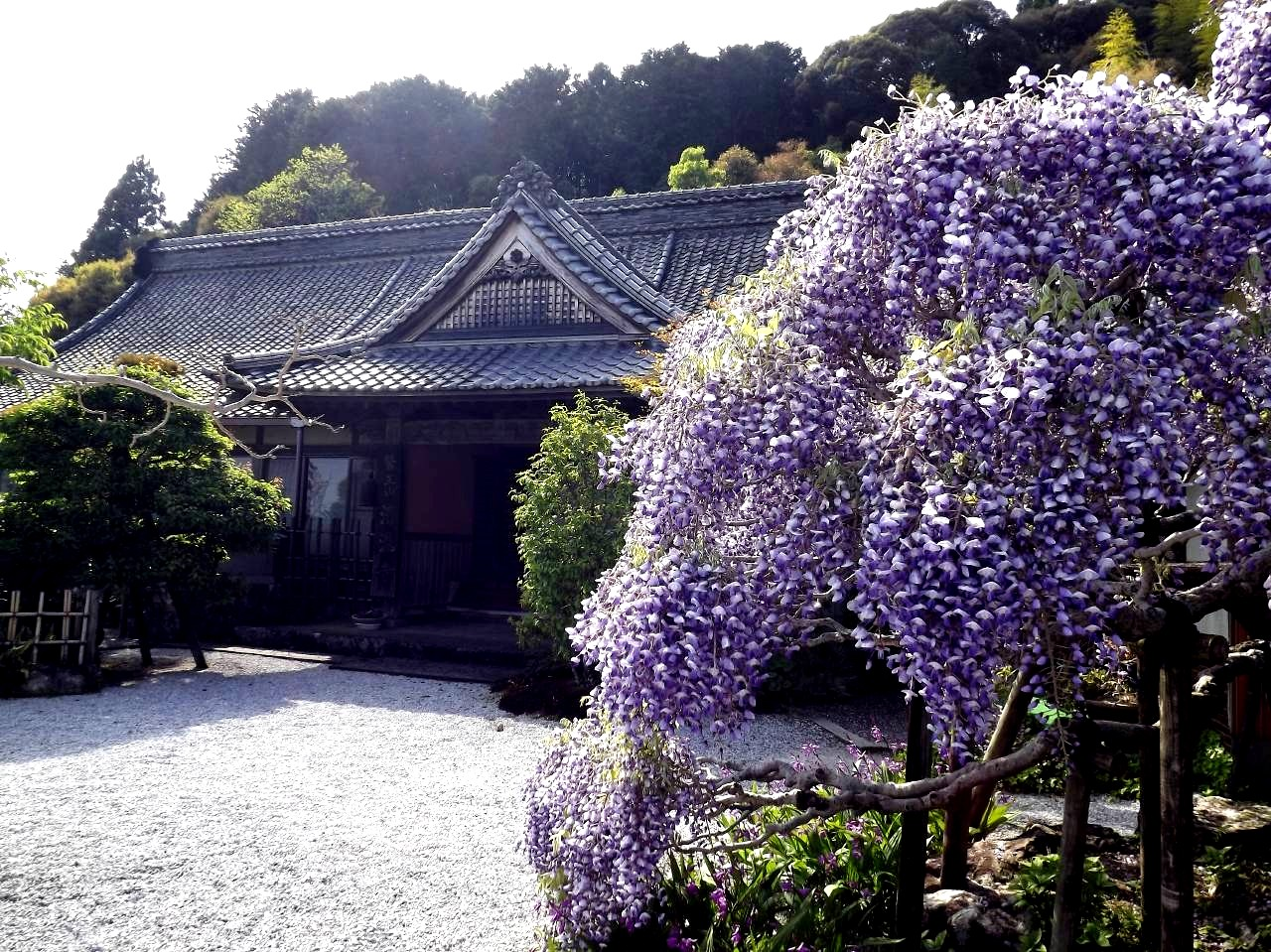
本坊前の藤の花
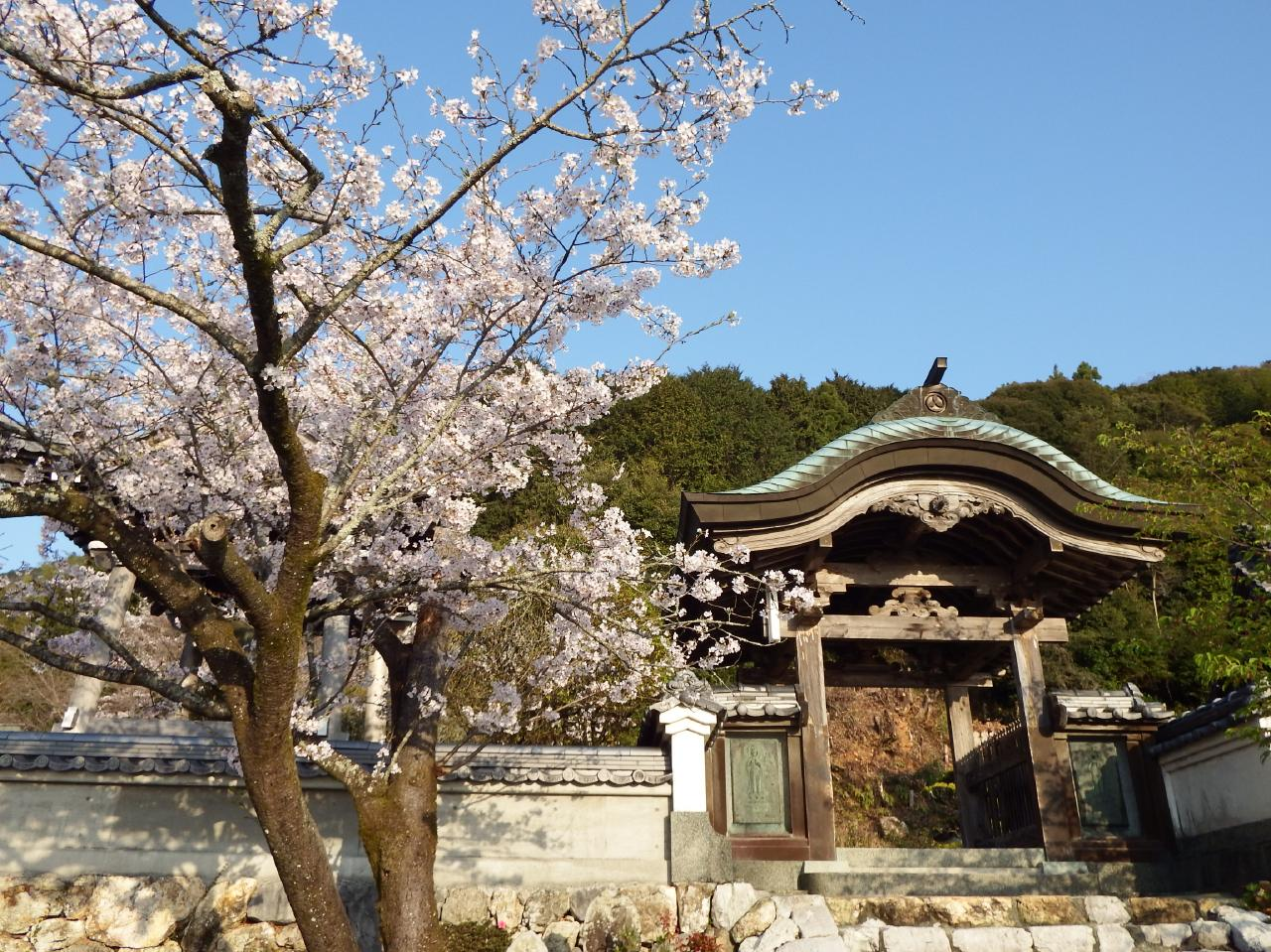
庭園の門
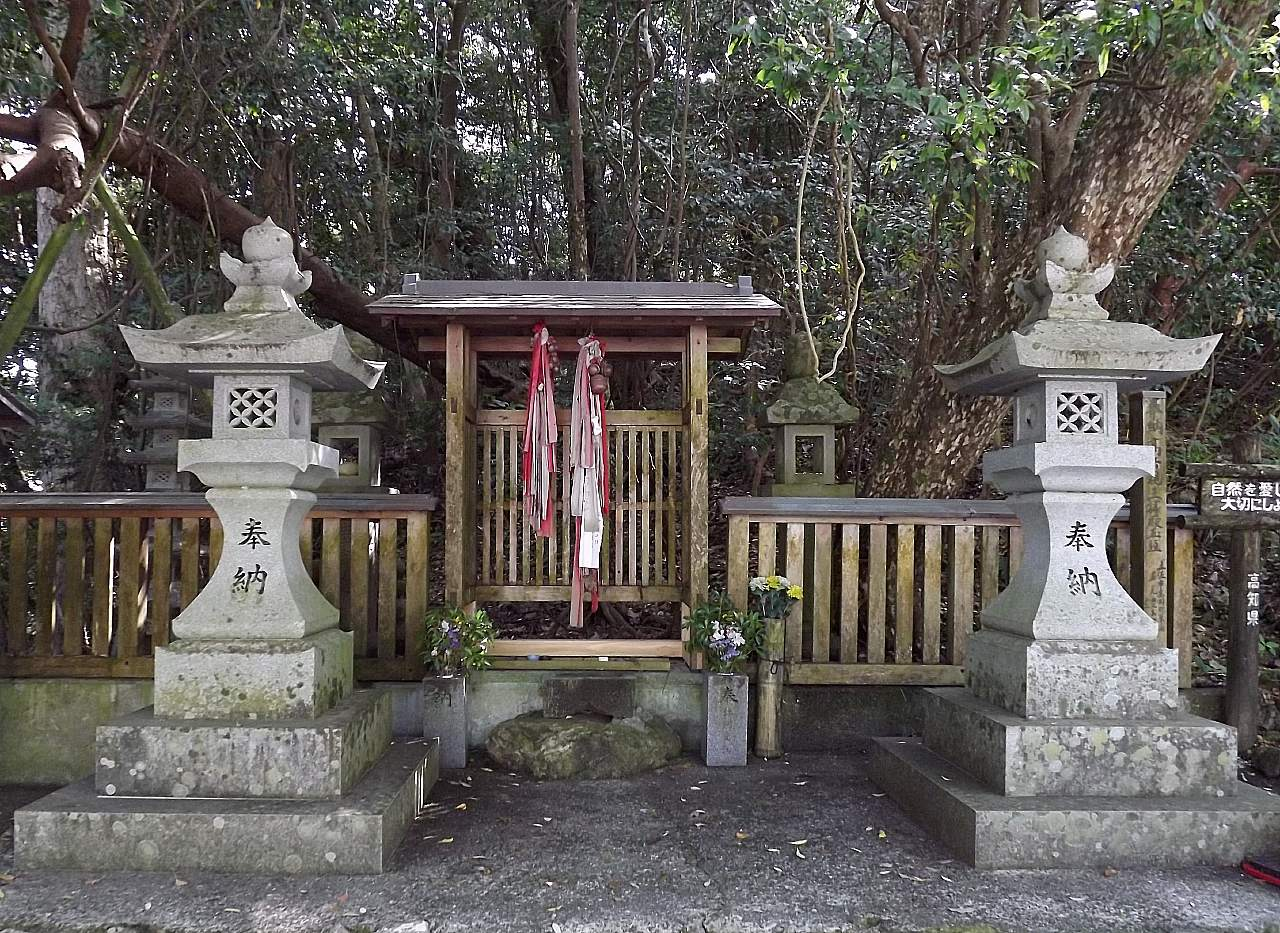
高岳親王逆修塔入口
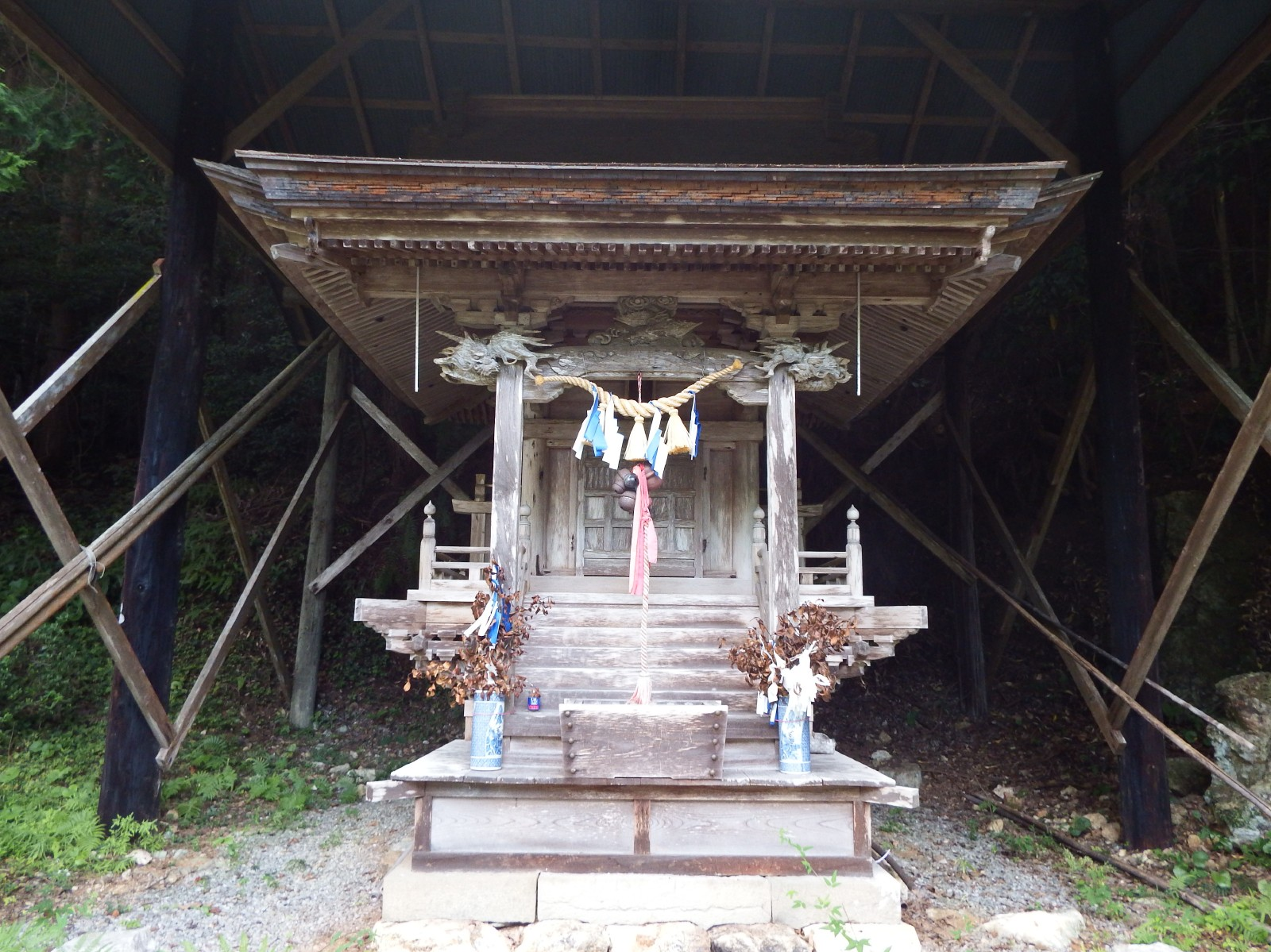
琴平神社 本殿

## 文化財
重要文化財
- 木造薬師如来立像：平安時代後期の作、檜の一木造、彩色、153.4 cm、明治44年8月9日指定[1]

史跡
- 土佐遍路道 清瀧寺境内：本堂・大師堂を中心に山門やこれらを結ぶ参道、境内に鎮座する琴平神社また禁足地である不入山の8,793 m2が指定範囲。令和3年10月11日指定[2][3]

県保護有形文化財
- 線刻虚空蔵菩薩銅造鏡像：懸仏、径22.9 cm、平安末期作、以下4品は昭32年1月18日指定[4]
- 阿弥陀坐像の懸仏： 径15.9 cm、藤末鎌初の作
- 阿弥陀坐像の懸仏： 径30.3 cm、僧観円の刻銘、鎌倉前期作
- 薬師如来坐像の懸仏： 径18.5 cm、室町時代作

県指定史跡
- 高岳親王塔：昭和28年1月29日指定[5]

土佐市有形文化財
- 楼門天井画：久保南窓によって描かれた龍の絵：昭和62年4月1日指定[6]

## 交通案内
鉄道
- 四国旅客鉄道（JR四国） 土讃線 – 波川駅 (6.7 km)

バス
- とさでん交通・土佐市ドラゴンバス 高岡営業所行「高岡営業所」下車 (4 km)

道路
- 一般道：国道56号線 土佐IC入口 (2.5 km)
- 自動車道：高知自動車道 土佐IC (2.5 km)

## 奥の院

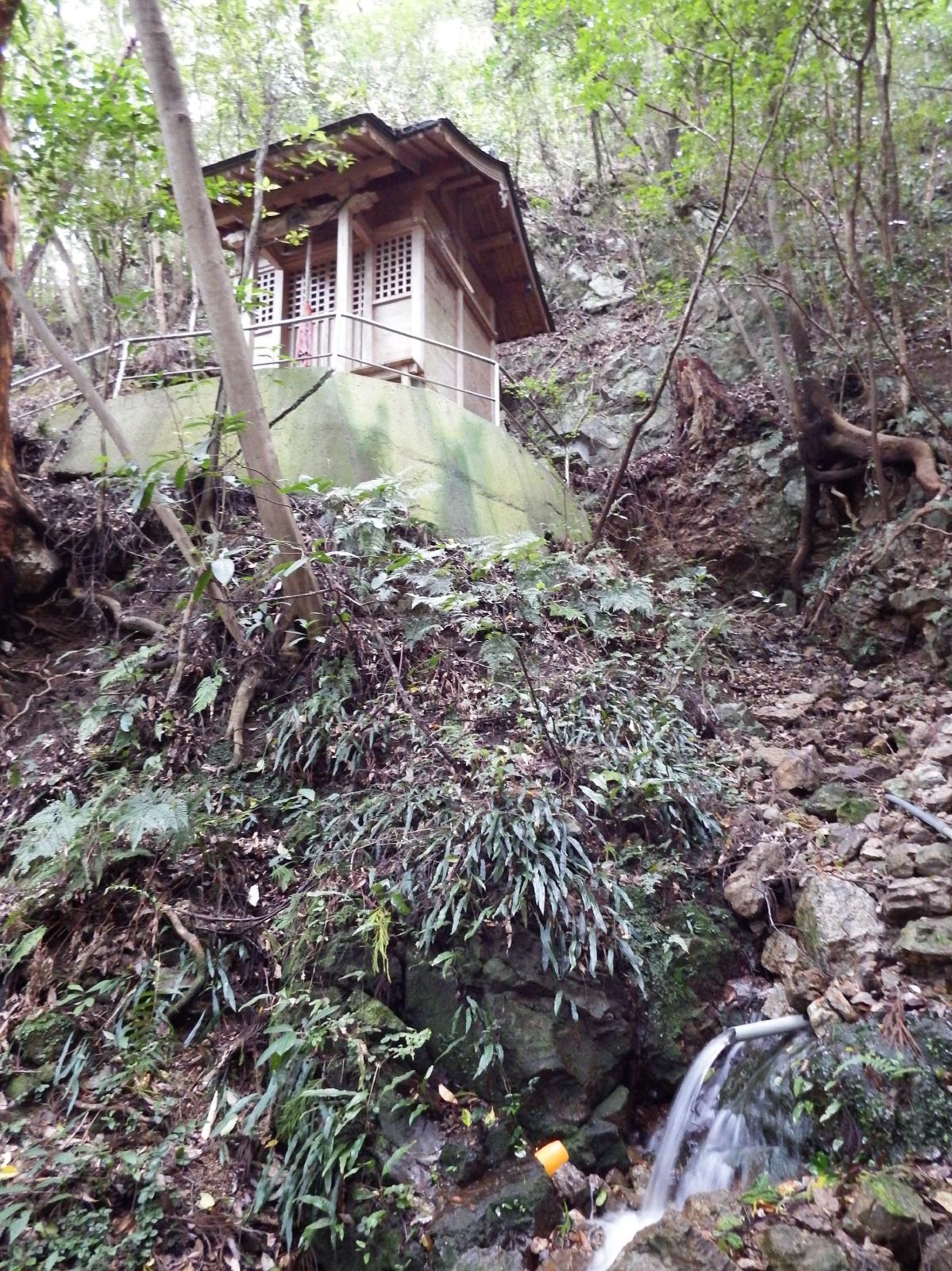
閼伽井の泉

閼伽井の泉 （閼伽井の泉）
本寺の前より農道を500 mほど上ると祠があり虚空蔵菩薩を祀っている。空海が五穀豊穣を祈願する七日間の修法をし結願の日に杖を突くと清水が湧き出て鏡のような池になったと伝わる。鏡池院の院号はこれにちなむ。以前は参拝可能で納経も行なっており御影の授与もあったが、現在寺は奥の院の閉鎖を一般の参拝希望者に伝達しており納経は受付けていない。数年前の台風による被害で参道が崩落しかかっている為であるが、立ち入り禁止措置はされていないので自己責任での立ち入りは可能であるがかなり危険である為、地元民及び事情を知る参拝者は参道下で祠を遥拝する形となっている。尚、閼伽井の水を汲むことは可能である。

## 前後の札所
四国八十八箇所
34 種間寺 --(6.3 km)--  35 清瀧寺 --(9.8 km)-- 36 青龍寺